# Grand-Fort-Philippe

Grand-Fort-Philippe este o comună în departamentul Nord, Franța. În 1 ianuarie 2022 avea o populație de 4.901 de locuitori.